# Cyc (ブランド)
Cyc（サイク）は、福岡市中央区に本社を置く有限会社ビーアイコミュニケーションズのアダルトゲームブランド。

## 概要
1999年、システムソフトを退社した石川淳一が同志を集って有限会社サイク（代表取締役は鳥山定仁）のブランドとして設立した。
2004年、すべてのブランドを販社である有限会社ビーアイコミュニケーションズへと移管。
2005年、有限会社サイクは有限会社エレメンツに社名変更。
2000年発売の『青の扉 白の鍵』でデビューし、2001年には堕落・鬼畜・陵辱系ブランドのブラックサイク（Black Cyc）を立ち上げた他、2005年に立ち上げたホワイトサイク（White Cyc）・BL系のサイクロゼ（Cyc Rose）・パルミエ（Palmiers）・乙女系の澪（MIO）の各姉妹ブランドを擁する。さらに2009年にはレインボウサイク（Rainbow Cyc）創設を発表した。
2006年3月発売の『戦場デ少女ハ躰ヲカケル』を最後に、オリジナルブランドであるサイクはホワイトサイクに統合され一時消滅した。しかし2007年3月、『戦場デ少女ハ心ヲサガス』の製作が発表され、サイクは限定的にではあるがブランドとして復活する事となった。
2011年1月発売の『小夜子』を最後にブラックサイクは新会社となる株式会社ランバ・アミューズに移管された。
CYCLETの『駄作』とWaffleの『蛇足』は桜庭丸男がシナリオを担当。『蛇足』開発に当たり『駄作』のキャラクターや設定等を使用する許諾を株式会社ランバ・アミューズから得ている。

## 作品一覧

### 男性向け美少女ゲーム

#### Cyc（サイク）
- 2000年6月9日 - 青の扉 白の鍵
- 2000年11月30日 - 花暦[5]
- 2001年2月28日 - 花暦全年齢版
- 2002年5月10日 - 神愛 ～Shin ai～
- 2002年5月31日 - 凱歌の号砲 エアランドフォース[6]
- 2003年11月28日 - 同人誌即売会をやろう!
- 2005年8月19日 - クリーク・クリーク ～先生、私も戦います!～
- 2006年3月24日 - 戦場デ少女ハ躰ヲカケル[7]
- 2007年6月29日 - 戦場デ少女ハ心ヲサガス
- 2007年6月29日 - 暴走アンドロイド！あかねでGO！！（戦場デ少女ハ心ヲサガス ソフマップ購入特典）
- 2007年6月29日 - 戦場デ少女ハ心ヲサガスDS ～ダークサイドじゃないよ　ダスティ・サプライズだよ～（戦場デ少女ハ心ヲサガス オフィシャル通販特典）

#### BLACK Cyc（ブラックサイク）
小夜子発売を最後にランバ・アミューズに移管
- 2001年6月8日 - 闇の声
- 2002年11月22日 - 闇の声II
- 2003年3月28日 - 闇の声 特別編[8]
- 2003年6月27日 - 蟲使い
- 2003年12月19日 - 闇の声III ～五芒三欲魔方陣～
- 2004年6月11日 - MinDeaD BlooD ～支配者の為の狂死曲～
- 2004年10月8日 - MinDeaD BlooD ～麻由と麻奈の輸血箱～（ファンディスク）
- 2004年10月8日 - まるごとMinDeaD BlooD（「MinDeaD BlooD ～支配者の為の狂死曲～」「MinDeaD BlooD ～麻由と麻奈の輸血箱～」セット版）
- 2005年7月29日 - 闇の声異聞録
- 2005年9月16日 - 夢幻廻廊
- 2006年1月20日 - ゴア・スクリーミング・ショウ
- 2006年1月20日 - 夏の孤島の闇の声（ゴア・スクリーミング・ショウ 予約特典）
- 2006年7月21日 - MinDeaD BlooD ～支配者の為の狂死曲～DVD Special Edition（男性キャラボイス追加版）
- 2006年10月27日 - EXTRAVAGANZA ～蟲愛でる少女～
- 2006年10月27日 - うぇるかむ とぅ AnzU!（蟲愛でる少女 初回特典）
- 2006年10月27日 - 夢美陵辱（蟲愛でる少女 メッセサンオー購入特典）
- 2006年12月15日 - レンと蟲クンのいちにち（ダウンロードフリー）
- 2007年8月31日 - GUN-KATANA ―Non-Human-Killer―
- 2007年8月31日 - 銃刀･追憶編（GUN-KATANA SPECIAL COLLECTION特典）
- 2007年8月31日 - 私立銃刀学園物語―仁義無き戦いPart32―（GUN-KATANA メッセサンオー購入特典）
- 2008年3月28日 - 闇の声ZERO
- 2008年3月28日 - 魔法少女マジカル☆ミキちゃん（闇の声ZERO ソフマップ購入特典）
- 2008年3月28日 - 闇の声 永久堕落BOX（「闇の声II」「闇の声特別編」「闇の声III」「闇の声オリジナル版」「夏の孤島の闇の声」「闇の声ZERO」と各種特典を同梱した豪華セット版）
- 2008年10月24日 - Before Dawn Daybreak ～深淵の歌姫～
- 2008年10月24日 - 中華飯店へようこそっ！～ノーマ受難編～（Before Dawn Daybreak ソフマップ購入特典）
- 2008年10月24日 - チャイナ服の悲劇（Before Dawn Daybreak メッセサンオー購入特典）
- 2008年10月24日 - BDD ～Begin Darkness Damnation～（Before Dawn Daybreak オフィシャル通販特典）
- 2008年11月28日 - フルメタルBOX（黄帯）（「蟲使いCD-ROM版」「ゴア・スクリーミング・ショウ」「EXTRAVAGANZA～蟲愛でる少女～」「EXTRAVAGANZA～末路の果てに～」「GUN-KATANA」「銃刀・追憶編」「うぇるかむ とぅ AnzU！」と各種特典を同梱した豪華ボックスセット）
- 2009年2月27日 - 夢幻廻廊1.5 ～連鎖～　※Cyc Memebers会員限定
- 2009年5月31日 - AGEHA～EXTRAVAGANZA～　※Cyc Memebers会員限定
- 2009年6月26日 - 夢幻廻廊2 ～螺旋～
- 2009年6月26日 - おんなの子になれるもん！（夢幻廻廊2 ソフマップ購入特典）
- 2010年3月26日 - ク・リトル・リトル ～魔女の使役る、蟲神の触手～
- 2010年3月26日 - ク・リトル・リトル ～"たろ"の触れる、乙女の触手～（オフィシャル通販特典、夢幻廻廊2の"たろ"と薫子が出演）
- 2010年8月27日 - ク・リトル・リトル ～グレートハンティング～
- 2010年8月27日 - ク・リトル・リトル おまとめセット（「ク・リトル・リトル ～魔女の使役る、蟲神の触手～」「ク・リトル・リトル ～グレートハンティング～」セット版）
- 2010年9月24日 - MinDeaD BlooD Complete Edition（Windows 7対応、新規イベント追加、ファンディスク同梱）
- 2010年9月24日 - フルメタルBOX Windows 7 対応版（緑帯）（2008年11月28日発売のフルメタルBOXと同内容）
- 2011年1月28日 - 小夜子
- 2011年3月25日 - 狗哭
- 2011年5月27日 - 獄淫の尖塔
- 2013年8月30日 - フルメタルBOX mini（「蟲使い」「ゴア・スクリーミング・ショウ」「EXTRAVAGANZA～蟲愛でる少女～」「GUN-KATANA」「EXTRAVAGANZA～末路の果てに～」とフルメタル本ミニとサントラCDを同梱した豪華ミニボックスセット）
- 2015年4月17日 - フルメタルBOX mini Plus Windows 8.1 動作版（「蟲使い」「ゴア・スクリーミング・ショウ」「EXTRAVAGANZA～蟲愛でる少女～」「EXTRAVAGANZA～末路の果てに～」「GUN-KATANA」「銃刀・追憶編」「うぇるかむ とぅ AnzU！」「夏の孤島の闇の声」とフルメタル本ミニとサントラCDを同梱した豪華ミニボックスセット）
- 2016年5月27日 - EXTRAVAGANZA ～蟲狂編～[9]
- 2016年5月27日 - EXTRAVAGANZA Complete Edition（「EXTRAVAGANZA ～蟲愛でる少女～」「EXTRAVAGANZA ～末路の果てに～」「AGEHA ～EXTRAVAGANZA～」「うぇるかむ★とぅ AnzU」「夢美陵辱」「レンと蟲クンのいちにち」「EXTRA VA MIZUNA」「EXTRAVAGANZA ～蟲狂編～」とEXTRAVAGANZA公式ファンブックと主題歌集を同梱したコンプリートボックス）
- 2017年1月27日 - コウミガミ～嘆き嗤う蛇神、妹なる者々が紡ぎし口碑～[10]
- 2018年11月30日 - サイノガミ 〜破滅も来るべき事柄も、望めば手中〜[11]
- 2019年12月20日 - SaDistic BlooD[12]
- 発売日未定 - ゴア・スクリーミング・ショウ リニューアル版（仮）[13]

#### White Cyc（ホワイトサイク）
- 2005年1月28日 - 時の回廊
- 2006年4月7日 - かみさまの宿っ!
- 2007年2月23日 - 式神 ～桔梗の華に秘めたる想い～
- 2008年8月29日 - 恋する式（おとめ）～SHIKIGAMI 2008～
- 2008年8月29日 - 音美ちゃんの『ヤンデレになるもん！』（恋する式 ソフマップ購入特典）
- 2008年8月29日 - 夜の少女のツンデレ講座（恋する式 メッセサンオー購入特典）
- 2008年8月29日 - EXTRA VA MIZUNA（恋する式 オフィシャル通販特典）
- 2008年8月29日 - ひなきんBOX ～初めてなんです黒白（こくはく）するの～（「恋する式 ～SHIKIGAMI 2008～」「MinDeaD BlooD DVD Special Edition」「MinDeaD BlooD～麻由と麻奈の輸血箱・ANOTHER SIDE～」「夢幻廻廊」と各種特典を同梱した豪華セット版）
- 2009年4月24日 - 夏色ストレート!
- 2009年4月24日 - 妹戦線、異常あり！！（夏色ストレート! ソフマップ購入特典）
- 2009年12月11日 - クロガネの翼 ～THE ALCHEMIST'S STORY～
- 2009年12月11日 - いのちのおと-鳴り響いた二つの名前-（クロガネの翼 外付け購入特典）
- 2009年12月11日 - 永遠の初恋（クロガネの翼 オフィシャル通販特典）
- 2010年5月21日 - 撫子乱舞
- 2010年5月21日 - じゃぱにーずすたいる（撫子乱舞 オフィシャル通販特典）

#### Rainbow Cyc（レインボウサイク）
- 2009年8月21日 - まじかる☆萌えりん♪　※Cyc Memebers会員限定
- 2012年2月10日 - 魔法美少女まじかる☆萌えりん♪S
- 2012年12月21日 - まじかる☆萌えりん♪　※通常販売版

#### Poison@Berry（ポイゾン ベリイ）
- 2011年9月22日 - プリンセスX ～僕の許嫁はモンスターっ娘!?～
- 2012年3月2日 - プリンセスXFD ～許嫁は終わらない!?～
- 2012年3月2日 - プリンセスXFD ～ストローこわい～（プリンセスXFD オフィシャル通販特典）

#### MicroGroove（マイクログルーブ）
- 2012年6月22日 - 縄 -紅い傷痕-[14]

#### CYCLET（サイクレット）
- 2012年5月18日 - 褐色の性戦士アイシャ[15]
- 2012年7月6日 - 昆蟲姦察[16]
- 2012年11月30日 - 海蝕輪廻[17]
- 2013年2月22日 - グロ・でれ[18]
- 2013年3月22日 - レイドル ～淫辱に堕ちた性人形～[19]
- 2013年8月30日 - 異種愛玩[20]
- 2013年11月29日 - 自称・精霊魔術師VS真正・第一級悪魔 ～中2病を襲う、7つの触手～[21]
- 2013年11月29日 - 醜く歪む少女の子宮 ～敗軍の竜乙女カミラ～[22]
- 2013年12月27日 - 復讐の死霊魔術師 ～望むのは死の痛み～[23]
- 2014年3月28日 - 特務女捜査官キキョウ ～淫謀のコングロマリット～[24]
- 2014年3月28日 - 劣等姦 ～優良種の身も心も壊す劣等種～[25]
- 2014年4月25日 - 昆蟲姦察 螽
- 2014年5月30日 - 姦宮剛獣[26]
- 2014年6月27日 - 神淫獣 ～身を捧げ誰が為に戦う～[27]
- 2014年8月29日 - 鎖のカンケイ ～翼をもがれた籠の鳥～[28]
- 2014年10月24日 - 異種相姦
- 2014年10月24日 - CYCLET 異種図姦[29]（「異種相姦」「異種愛玩 アフター 忙しい一日」「昆蟲姦察 番外編 海に堕ちるかごめ」「昆蟲姦察 ワイド版」「海蝕輪廻 ワイド版」「異種愛玩 ワイド版」を同梱したダウンロード販売のみの特別パック）
- 2014年11月28日  - 駄作[30]
- 2015年5月29日 - 妖神鎮め～少女の決断、御子の決意～[31]
- 2015年09月25日 - 駄作 ～アリスとクロエ、結ばれる日～
- 2015年11月27日 - 蜥蜴の尻尾切り[32]
- 2015年12月18日 - 異種図姦 採螽エディション（「CYCLET 異種図姦」に「昆蟲姦察 螽 ワイド版」が追加され、全てWindows 10に対応）[33]
- 2016年1月29日 - 駄作 ～ヌイアワセ～（「駄作ワイド版」と「駄作 ～アリスとクロエ、結ばれる日～」のセット販売）[34]
- 2016年1月29日 - 蜥蜴の尻尾切り～切れないしっぽ～
- 2016年6月24日 - モラリスト～性渇指導 房江の放課後～
- 2016年9月23日 - 褐色の性戦士アイシャ 完全版
- 2017年5月26日 - CYCLET５周年記念 No.1 ひぎぃぃパック（「自称・精霊魔術師 vs 真正・第一級悪魔 ～中2病を襲う、7つの触手～」「醜く歪む少女の子宮 ～敗軍の竜乙女カミラ～」「特務女捜査官キキョウ ～淫謀のコングロマリット～」「神淫獣 ～身を捧げ誰が為に戦う～」「妖神鎮め ～少女の決断、御子の決意～」を同梱したCYCLET発足５周年を記念したパックの第一弾、全てWindows 10/ワイド画面対応）
- 2017年9月29日 - 人形姫の城 ～貴方はもう、あたしの下僕（おもちゃ）～[35]
- 2017年10月27日 - CYCLET５周年記念 No.2 血どろパック（「劣等姦 ～優良種の身も心も壊す劣等種～」「復讐の死霊魔術師 ～望むのは死の痛み～」「鎖のカンケイ ～翼をもがれた籠の鳥～」「蜥蜴の尻尾切り」「蜥蜴の尻尾切り～切れないしっぽ～」を同梱したCYCLET発足５周年を記念したパックの第二弾、全てWindows 10/ワイド画面対応）
- 2018年1月26日 - ドウブツエン・夜
- 2018年1月26日 - ドウブツ図鑑（「異種相姦」「ドウブツエン・夜」を同梱したパック、全てWindows 10/ワイド画面対応）
- 2018年4月27日発売予定 - CYCLETパック No.3 崩壊パック（「褐色の性戦士アイシャ 完全版」「グロ・でれ」「レイドル ～淫辱に堕ちた性人形～」「駄作」「駄作 ～アリスとクロエ、結ばれる日～」を同梱したCYCLET発足５周年を記念したパックの第三弾、全てWindows 10/ワイド画面対応）

#### CYC NO-NOS（サイクノノス）
- 2012年10月30日 - 褐色の肌に白い精液はよくはえる
- 2013年1月25日 - 変態露出調教妻 慶子
- 2013年2月22日 - 若いつぼみ ～先生…私もう先生がいないと…～
- 2013年3月22日 - けいれん ～こんな可愛い娘がトロ顔痙攣するなんて～
- 2013年4月30日 - めいどに逝った母さんがメイドになって還ってきた
- 2013年6月28日 - プリンセス・ウルティマ ～痴女と呪いの指輪～[36]
- 2013年9月27日 - 僕の未だ見ぬ淫らな涎[37]
- 2013年10月11日 - ないしょのひめごと ～お嬢様のやめられない淫らな手～[38]
- 2013年11月15日 - 幼馴染は抜忍 ～分身ハーレム&変身セックス～[39]
- 2014年5月30日 - きつねつきワンルーム[40]
- 2014年7月25日 - 孕マリッジ ～食べごろボディは妊娠中!?～[41]
- 2017年6月30日 - 妊姉妹 ～愛情ホルモンでしあわせボテ腹生活！？～[42]
- 2017年8月25日 - CYC NO-NOS５周年記念 えっちな桃色パック（「プリンセス・ウルティマ ～痴女と呪いの指輪～」「ないしょのひめごと ～お嬢様のやめられない淫らな手～」「僕の未だ見ぬ淫らな涎」「孕マリッジ ～食べごろボディは妊娠中!?～」「妊姉妹 ～愛情ホルモンでしあわせボテ腹生活！？～」を同梱したCYC NO-NOS発足５周年を記念したパック、全てWindows 10/ワイド画面対応）
- 2017年12月22日 - 人妻蜜汁パック（「縄～紅い傷痕～」「変態露出調教妻 慶子」「めいどに逝った母さんがメイドになって還ってきた」「モラリスト～性渇指導 房江の放課後～」を同梱したパック、全てWindows 10/ワイド画面対応）

#### eye★phon（アイフォン）
- 2013年1月25日 - 方言×彼女@はかた[43]
- 2016年4月22日 - つい・ゆり ～おかあさんにはナイショだよ～[44]

### 女性向け乙女ゲーム

#### 澪（MIO）（一般ゲーム）
以下は全年齢対象の一般ゲーム。このうち、★は12歳以上推奨（公式サイトより）。
- 2008年7月25日 - あさき、ゆめみし
- 2008年7月25日 - ごはんをつくろう（あさき、ゆめみし 初回限定版特典）
- 2008年7月25日 - まなつのよるのゆめ －Kagachi in Nightmare－（あさき、ゆめみし オフィシャル通販特典）
- 2009年7月24日 - 蒼天の彼方
- 2009年7月24日 - 凌雲の志（蒼天の彼方 ソフマップ購入特典）
- 2009年7月24日 - 冬日は愛すべし（蒼天の彼方 メッセサンオー購入特典）
- 2009年7月24日 - 雲中の白鶴（蒼天の彼方 アニメイト購入特典）
- 2009年7月24日 - 蛍雪（蒼天の彼方 Amazon購入特典）
- 2009年7月24日 - 日々是れ好日（蒼天の彼方 メディアランド購入特典）
- 2009年7月24日 - 傾国美人（蒼天の彼方 オフィシャル通販特典）
- 2011年4月28日 - あさき、ゆめみし（PSP版）　※PlayStation Portableへの移植版[45]
- 2012年10月26日 - 倭人異聞録 ～あさき、ゆめみし～　★
- 2012年10月26日 - 妖仕置戦隊タイマレンジャー（倭人異聞録 オフィシャル通販特典）
- 2013年8月30日 - あさき、ゆめみし ～ひととせ～（ファンディスク）
- 2013年8月30日 - あさき、ゆめみし おまとめセット（「あさき、ゆめみし～ひととせ～」と「あさき、ゆめみし Windows7対応版」を同梱）
- 2014年9月26日 - クローバー図書館の住人たち　★
- 2015年3月6日 - 神足町人妖譚 ～迷イ子ノ章～　★
- 2015年4月24日 - クローバー図書館の住人たちII　★
- 2017年7月28日 - あさき、ゆめみし～ひととせ～ HDリマスター版（Windows 10/ワイド画面対応）
- 2017年7月28日 - あさき、ゆめみし おまとめセット Windows10対応版（「あさき、ゆめみし ～ひととせ～ HDリマスター版」と「あさき、ゆめみし Windows10対応版」を同梱）
- 未定 - 薔薇戦争－Sonnet of Seeds－
- 未定 - 神足町人妖譚 ～時廻リノ章～
- 未定 - 神足町人妖譚 ～鳥啼歌ノ章～

### 女性向けボーイズラブゲーム

#### Cyc Rose（サイクロゼ）
- 2003年2月21日 - 薔薇ノ木ニ薔薇ノ花咲ク
- 2003年9月26日 - 薔薇ノ木ニ薔薇ノ花咲ク ファンディスク
- 2006年6月15日 - 薔薇ノ木ニ薔薇ノ花咲ク-Das Versprechen-（PS2版）　※PlayStation 2への移植版[46]
- 2007年3月23日 - 薔薇ノ木ニ薔薇ノ花咲ク 愛蔵版
- 2010年12月22日 - 薔薇ノ木ニ薔薇ノ花咲ク（PSP版）　※PlayStation Portableへの移植版[45]

#### Palmiers（パルミエ）
- 2006年11月24日 - 玉響 -たまゆら-
- 2009年9月25日 - 玉響 -たまゆら- Windows Vista版

## 主なスタッフ
- ことみようじ（原画）
- 電気式華憐音楽集団（音楽）

過去
- 上田メタヲ（原画）2008年に退社
- 椎咲雛樹（原画）2007年に退社
- 和泉万夜（シナリオ）2007年に退社
- 草香祭（原画･シナリオ、別名義に「草壁祭」）2003年に退社